# Arribas (somatophylax)
Arribas (griego: Αρύββας) fue un guardaespaldas (somatophylax) de Alejandro Magno. Probablemente era nacido en el Reino de Epiro, dentro de la familia real molosa (es decir, que era pariente de Olimpia, madre de Alejandro). Murió de enfermedad en Egipto en el invierno del año 332 a. C., siendo reemplazado por Leonato.